# 타나차 숙솟
타나차 숙솟(태국어: ธนัชชา สุขสด, 영어: Thanacha Sooksod, 2000년 5월 26일 ~ )은 태국의 배구 선수이다. 태국 여자 배구 국가대표팀과 김천 한국도로공사 하이패스 소속이다.

## 경력
태국과 일본등에서 활약하다가 아시아쿼터로 한국도로공사 하이패스에 입단하였다.